# Essentialia negotii
Essentialia negotii (z łac. przedmiotowo istotne elementy treści czynności prawnej) – składniki treści czynności cywilnoprawnej, które określają typ tej czynności.
Przykładowo w przypadku sprzedaży składnikami przedmiotowo istotnymi są zobowiązanie się do przeniesienia własności i wydania rzeczy w zamian za zobowiązanie do zapłaty ceny.